# Tramway de Marseille
Le tramway de Marseille est un réseau de tramway desservant la ville française de Marseille.
L'ancien réseau, qui a fonctionné de 1876 à 2004, a compté jusqu'à une centaine de lignes. Il est abandonné après la Seconde Guerre mondiale sauf une ligne, la 68, qui a fonctionné jusqu'en 2004.
Le réseau actuel, ouvert en 2007, comporte trois lignes totalisant environ 15,8 kilomètres de longueur pour 32 stations. L'exploitation est depuis juillet 2008 assurée par la RTM.

## Histoire

### Chronologie

Carte animée de l'évolution des infrastructures ferroviaires à Marseille, dont celle des anciens et actuels tramways, de 1875 à nos jours.

| Date                      | Ligne                                                             | Événement |
| ------------------------- | ----------------------------------------------------------------- | --- |
| 21 janvier 1876           | Ancien réseau                                                     | Ouverture de la première ligne de tramway, des Chartreux à La Joliette.                                                                                    |
| 1878-1890                 | Ancien réseau                                                     | Le réseau de la CGFT compte 8 lignes. |
| mai 1892                  | Ancien réseau                                                     | Premières automotrices électriques. |
| 1900                      | Ancien réseau                                                     | Le réseau compte 37 lignes. |
| 1914                      | Ancien réseau                                                     | Le réseau compte une centaine de lignes. |
| 24 juin 1950              | Ancien réseau                                                     | Création de la Régie autonome des transports de la ville de Marseille.                                                                                     |
| années 1950-1960          | Ancien réseau                                                     | Les lignes de tramway sont progressivement remplacées par des autobus et trolleybus. Seule subsiste la ligne 68.                                           |
| 8 janvier 2004            | Ancienne ligne 68 du tramway de Marseille                         | Fermeture de la ligne 68. |
| 30 juin 2007              | Ligne 1 du tramway de Marseille · Ligne 2 du tramway de Marseille | Ouverture du nouveau réseau, sous la forme d'une ligne unique d'Euroméditerranée-Gantès à Les Caillols.                                                    |
| 8 novembre 2007           | Ligne 1 du tramway de Marseille                                   | Séparation des deux lignes avec l'ouverture du tronçon Eugène Pierre à La Blancarde.                                                                       |
| 28 septembre 2008         | Ligne 1 du tramway de Marseille                                   | Ouverture du tunnel d'Eugène Pierre à Noailles. |
| 27 mars 2010              | Ligne 2 du tramway de Marseille                                   | Prolongement vers le nord entre Euroméditerranée-Gantès et Euroméditerranée-Arenc (rebaptisée Arenc-Le Silo en septembre 2011).                            |
| 30 mai 2015               | Ligne 2 du tramway de Marseille · Ligne 3 du tramway de Marseille | Nouvelle station Canebière-Capucins sur la ligne 2. Ouverture de la ligne 3 entre Arenc-Le Silo et Castellane (5 nouvelles stations).                      |
| 14 juin 2025              | Ligne 3 du tramway de Marseille                                   | Déplacement de la station Castellane. |
| Prévu le 15 décembre 2025 | Ligne 3 du tramway de Marseille                                   | Prolongement vers le nord entre Arenc-Le Silo et Gèze (3 nouvelles stations). Prolongement vers le sud entre Castellane et La Gaye (8 nouvelles stations). |

### Ancien tramway: 1876-2004

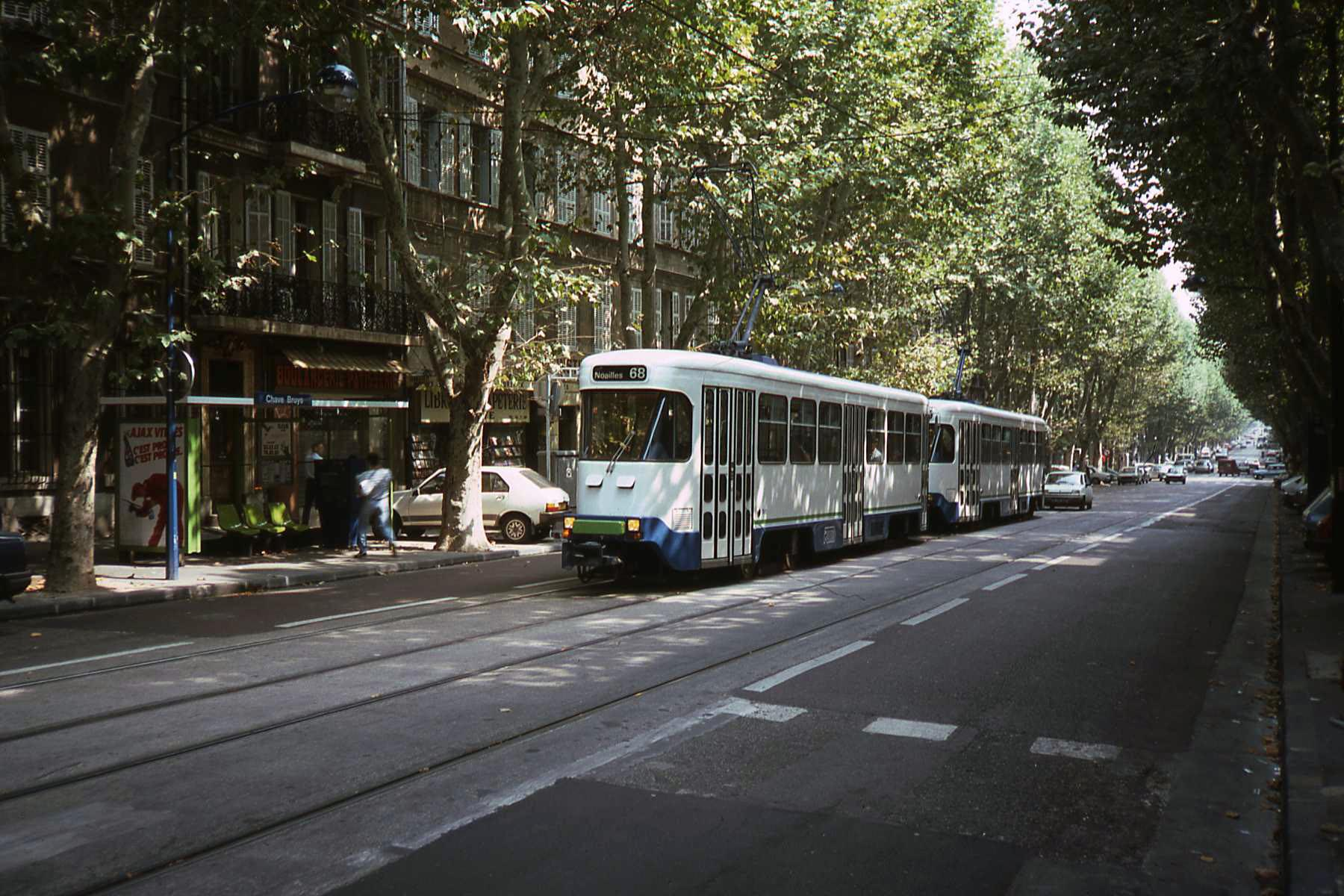
Tramway 68 en circulation en 1984.

Le premier réseau de tramway de Marseille commence à se développer à la fin du XIXe siècle. En exploitation jusqu'au lendemain de la Seconde Guerre mondiale, il compte jusqu'à une centaine de lignes et est géré par plusieurs compagnies privées dont la plus importante est la Compagnie générale française de tramways.
Les tramways sont remplacés par des bus et des trolleybus dans les années 1950 et 1960 et seule la ligne 68 reste en exploitation de Noailles à Saint-Pierre jusqu'en 2004.

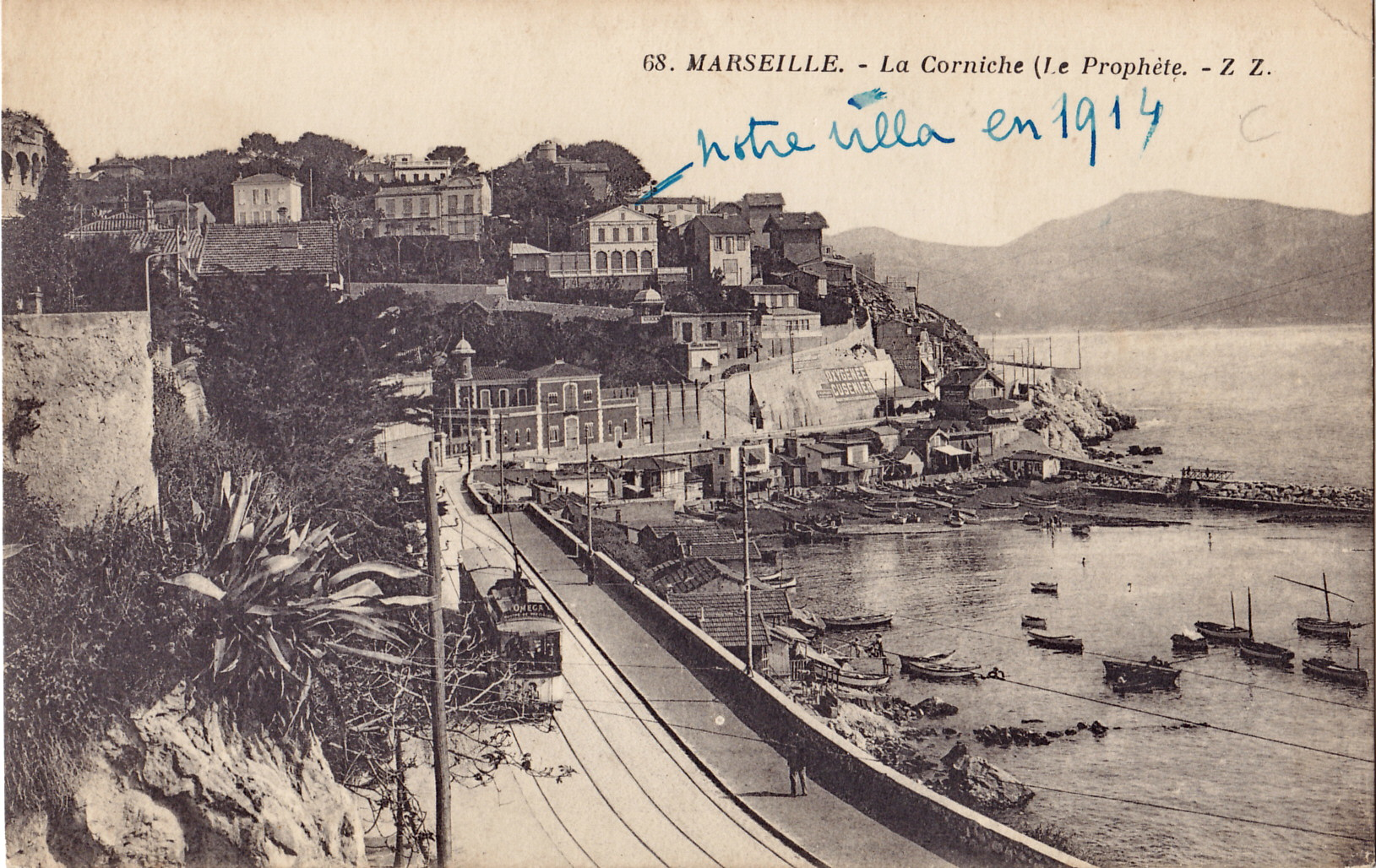
Tramway sur la Corniche, au début du XXe siècle.
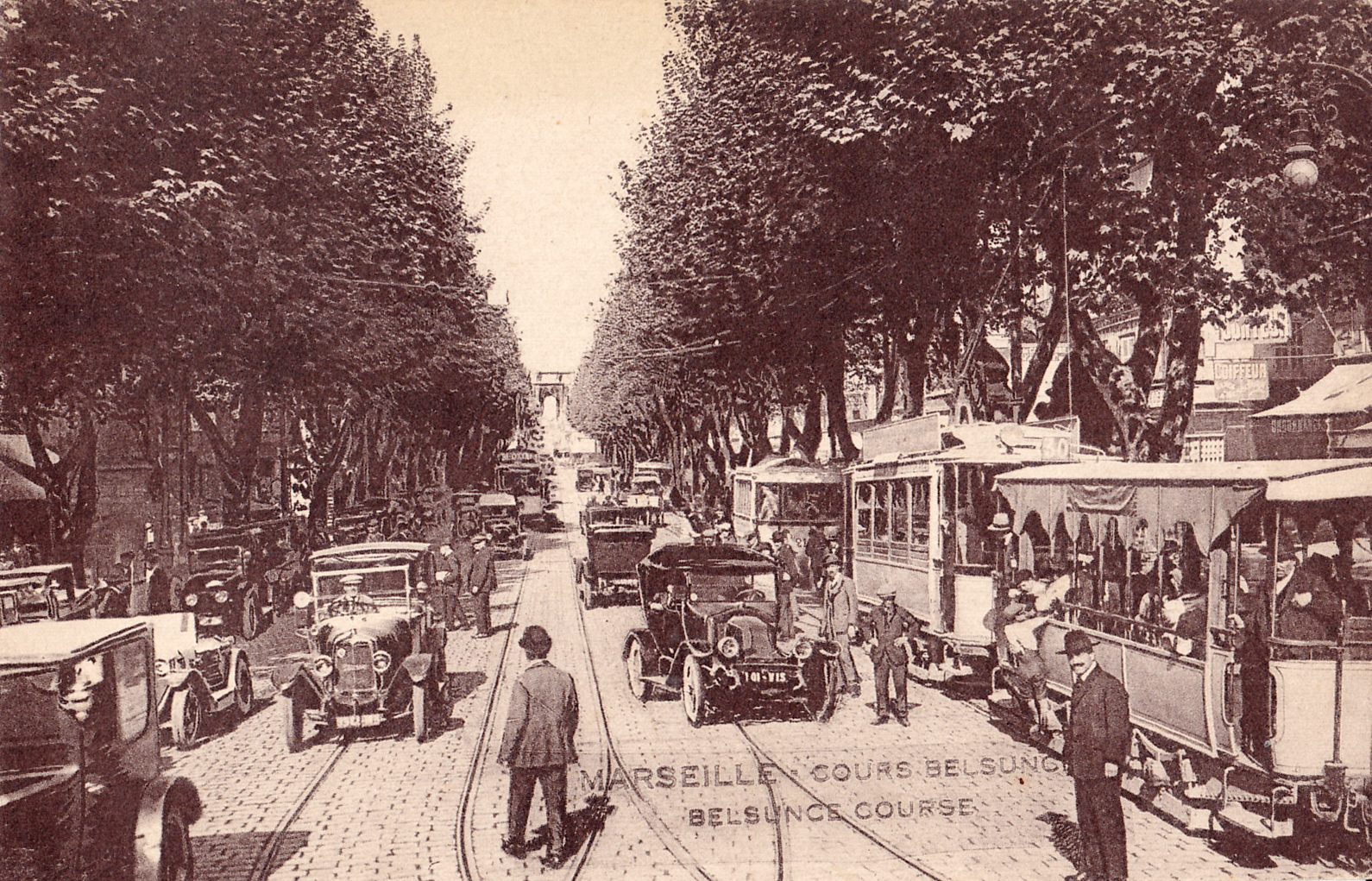
Le cours Belsunce, dans les années 1920.

### Nouveau réseau: depuis 2007

Projet de 2003.

Réseau actuel.

#### Projets
Le plan de déplacement urbain approuvé par la ville de Marseille en 2000 prévoyait la création de deux lignes de tramway :
- Les Caillols - Bougainville - Saint-Antoine
- La Blancarde - Cinq-Avenues - Canebière - rue de Rome - 4-Septembre

Ce projet est modifié en 2003 pour trois lignes :
- ligne 1 : Noailles - Les Caillols (ligne 68, rénovée et prolongée au-delà de Saint-Pierre)
- ligne 2 : Bougainville - Castellane
- ligne 3 : La Blancarde - Place du 4-Septembre

Le tracé du réseau est cependant contesté pour plusieurs raisons :
- deux lignes de ce réseau rejoignent l'hyper-centre (Noailles-Canebière) à la Blancarde, qui est par ailleurs reliée au centre-ville par un prolongement du métro ;
- la ligne 2 a un itinéraire proche de la ligne 2 du métro ;
- les quartiers est (Saint-Barnabé et Les Caillols) bénéficient d'une ligne de tramway ainsi que de l'extension du métro alors que les quartiers nord et sud ne tirent aucun bénéfice du nouveau réseau ;
- les travaux se sont accompagnés d'un réaménagement urbain important du centre-ville (restructuration complète des voies, élargissement des trottoirs) qui pèsent lourdement sur le budget de la construction du tram.

#### Construction

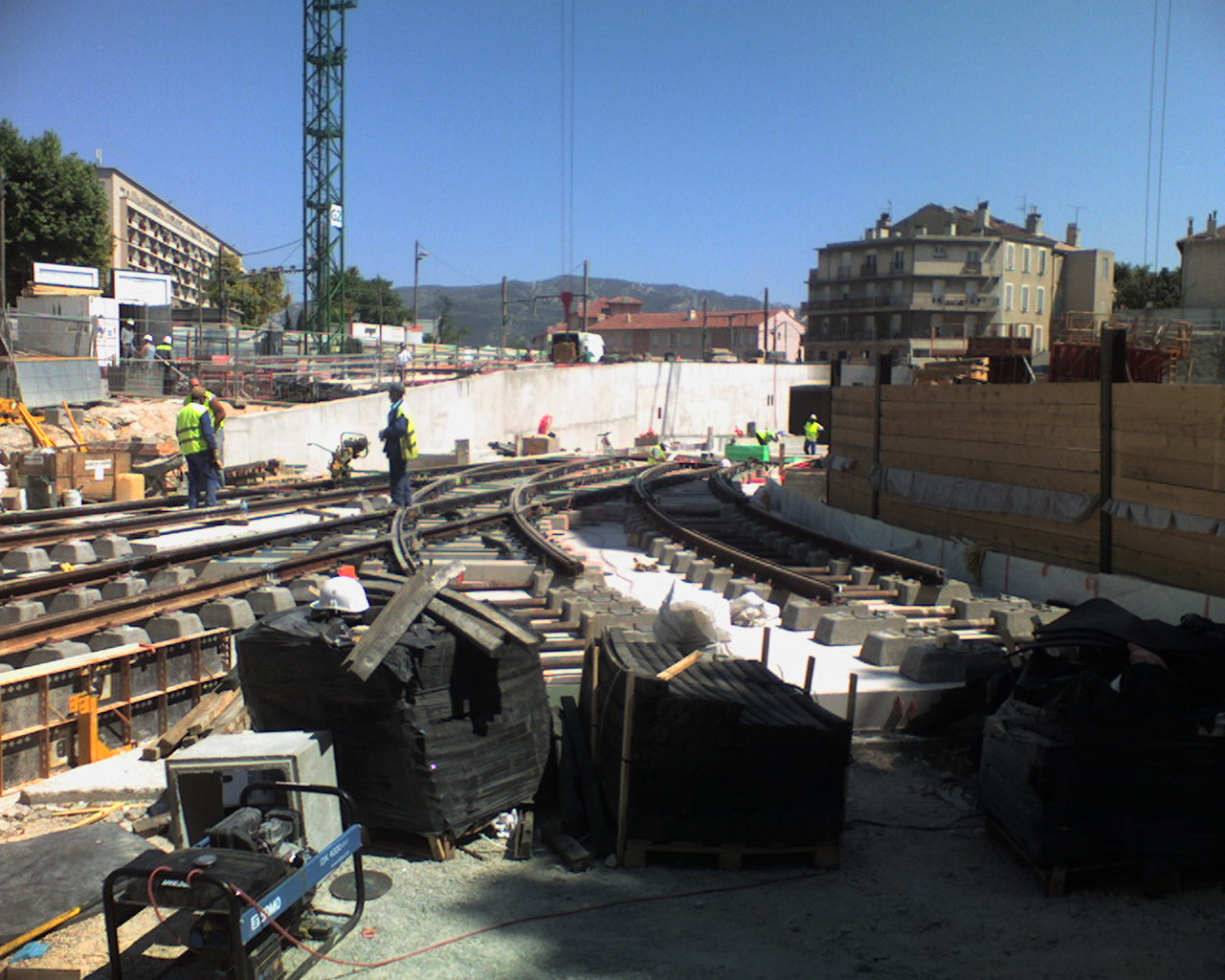
Ligne du tramway en construction à la Blancarde.

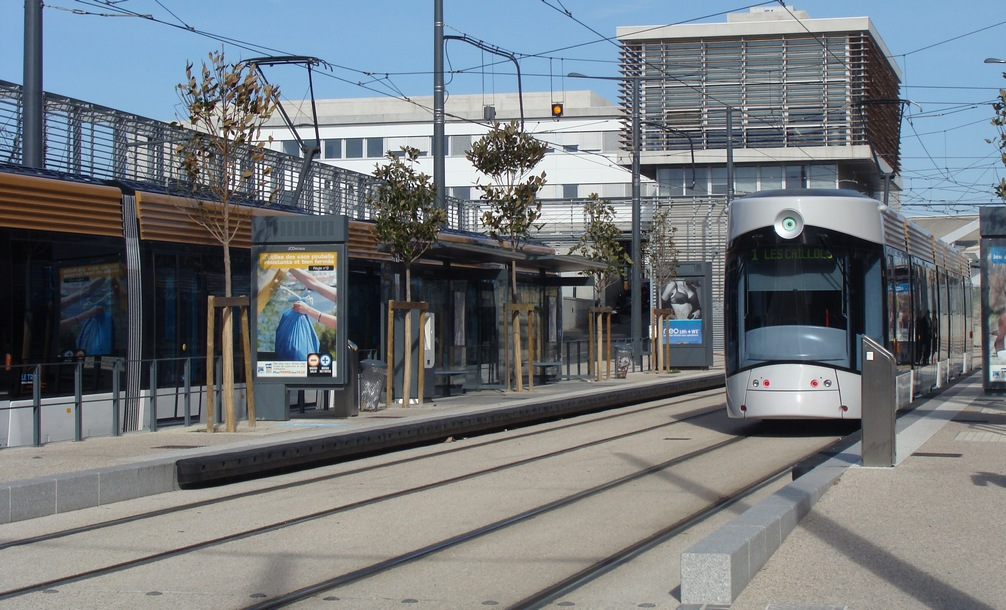
Rames de tramway à Saint-Pierre.

Les travaux préparatoires débutent dès l'arrêt du tramway 68, début 2004. Pour des raisons à la fois techniques et financières, la construction de la branche de la ligne 2 prévue entre Belsunce et Castellane ainsi que celle de la ligne 3 vers la place du 4-Septembre sont renvoyées à plus tard.
Une ligne unique est d'abord construite entre Euroméditerranée-Gantès et Les Caillols selon un itinéraire empruntant la ligne 2 jusqu'à La Blancarde puis la ligne 1 sur son tronçon vers Les Caillols. La construction de cette ligne est l'occasion de remodeler complètement plusieurs grandes artères du centre ville : la rue de la République, la Canebière, le boulevard Longchamp et l'avenue Foch. Entre La Blancarde et Saint-Pierre, la ligne reprend le tracé en site propre de l'ancienne ligne 68. De Saint-Pierre à La Grognarde, la ligne est construite en bordure d'une rue nouvelle avant d'être de nouveau en site protégé sur voie urbaine (boulevard Berthier, avenue William Booth) jusqu'au terminus des Caillols. Cette première ligne unique, longue de 8,8 km, est mise en service le 30 juin 2007.
La construction de la ligne 1 a nécessité l'équipement du boulevard Chave – trop étroit pour que la ligne soit entièrement indépendante de la circulation automobile – et la rénovation complète du vieux tunnel sous la Plaine. Le 8 novembre 2007, un tronçon est mis en service de Eugène Pierre à La Blancarde, permettant la séparation des deux lignes avec une correspondance à La Blancarde. Toutefois, pour permettre aux nouvelles rames de se croiser dans le tunnel sous la Plaine, il aurait fallu le recalibrer entièrement : afin de ne pas majorer le coût et la durée des travaux, le tunnel n'a pas été élargi mais équipé d'une voie unique que les rames parcourent alternativement, ce qui limite leur fréquence à 4 minutes au mieux (la fréquence commerciale est de 6 minutes en heures de pointe). Le 28 septembre 2008, le tunnel est mis en service et la ligne 1 parcourt son trajet complet de 6,1 km de Noailles aux Caillols.
Enfin, le 27 mars 2010, la ligne 2 est prolongée d'une station vers Euroméditerranée-Arenc (renommée par la suite Arenc-Le Silo).
Le dépôt pour l'ensemble du réseau a été construit sur des terrains rachetés à l'armée à côté de l'ancien dépôt de tramway de Saint-Pierre. Ce dernier, rasé, a laissé place à un dépôt en plein air pour les bus de la RTM.

#### Conflit d'exploitant

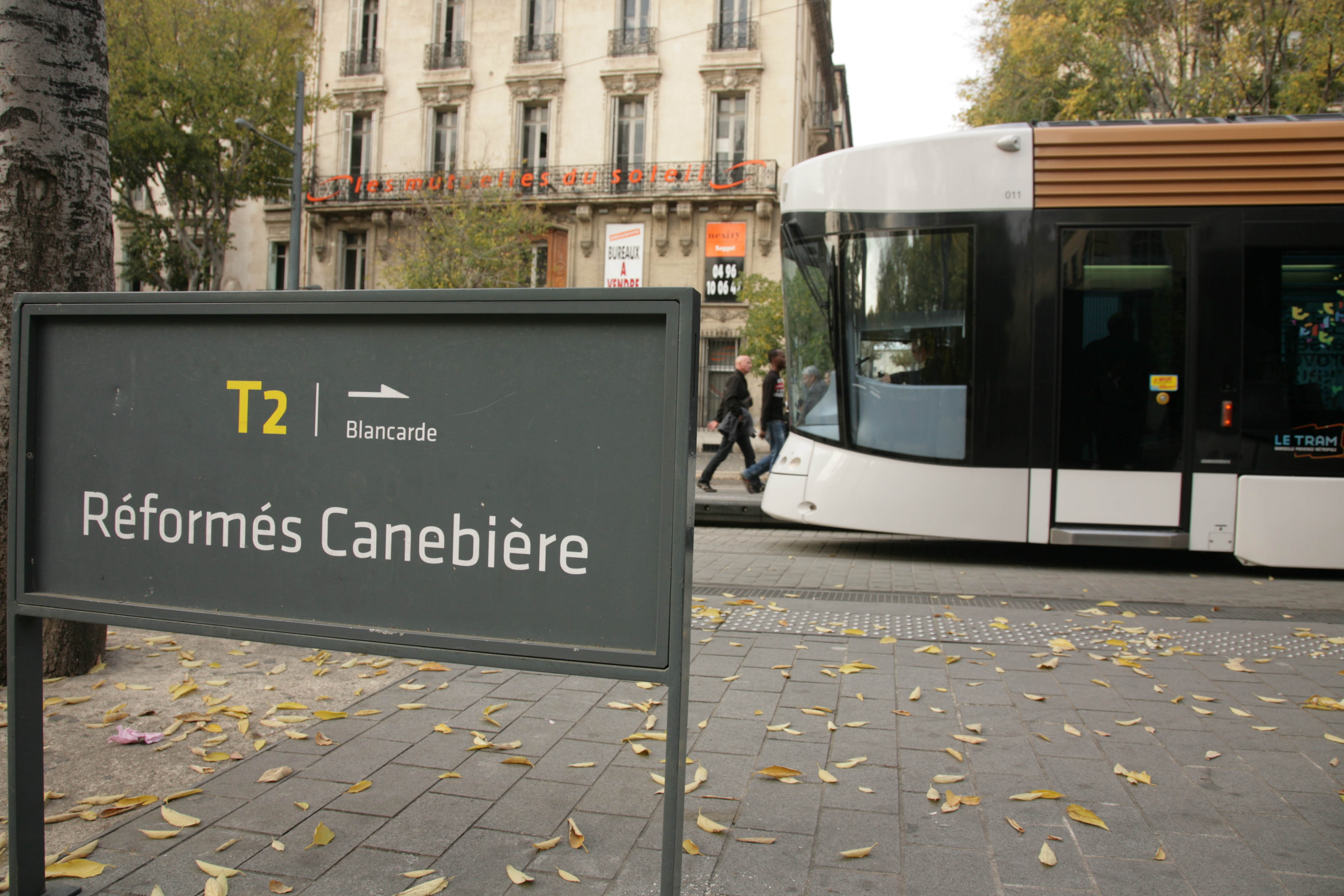
Station Réformés-Canebière.

En 2005, la communauté urbaine Marseille Provence Métropole (MPM) décide de confier la gestion du nouveau réseau de tramway à une entreprise privée via une délégation de service public (DSP) plutôt que de le laisser à l'exploitant public du reste du réseau, la Régie des transports de Marseille (RTM). Un seul opérateur répond à l'appel d'offres : le « groupement momentané d'entreprises » Le Tram, constitué entre la RTM et Connex, filiale transport du groupe Veolia Environnement.
Cette décision provoque une grève des agents de la RTM, qui paralyse le réseau de transports en commun de Marseille pendant plus d'un mois à l'automne 2005, malgré la nomination du médiateur Bernard Brunhes pour tenter de résoudre la crise. La grève prend fin après que le tribunal de grande instance de Marseille, saisi en référé par la direction de la RTM, juge la grève illégale (le préavis déposé avant la grève ne recouvrant pas le motif réel de celle-ci).
Toutefois, deux décisions de justice administrative annulent la délégation de service public : en juillet 2007 à la suite d'un recours d'élus communistes, la modification du règlement de la RTM est annulée puis, en janvier 2008 à la suite d'un recours de la CFDT, la justice annule la délibération créant la DSP. Finalement, en juillet 2008, la communauté urbaine vote le retour du tramway dans le giron de la RTM,.

#### Troisième ligne

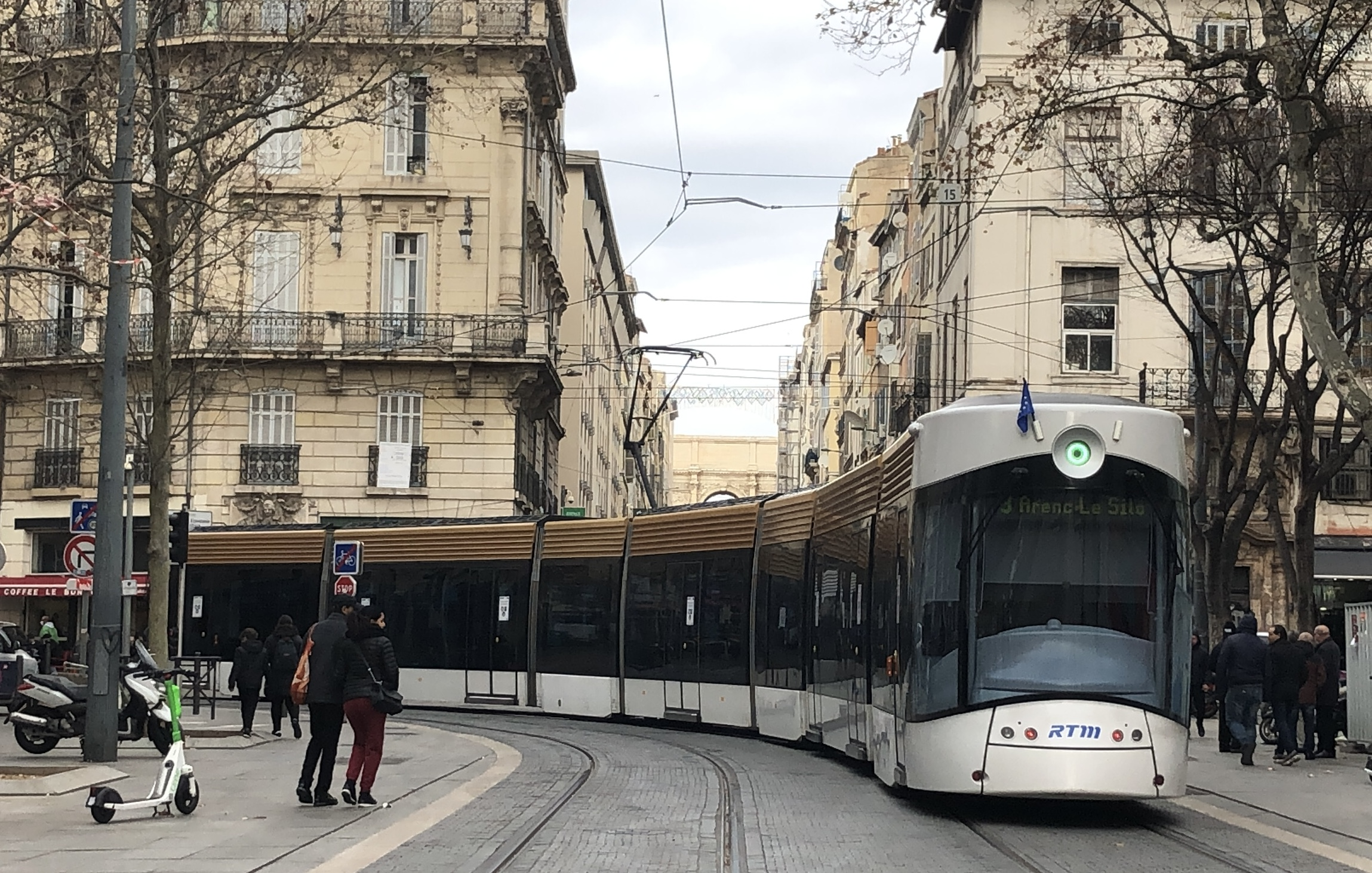
Tramway du T3 en courbe

Des travaux ont lieu entre 2012 et 2015 pour prolonger le tramway depuis le cours Belsunce jusqu'à la place Castellane en passant par la rue de Rome (1,2 km) et permettre la réalisation de cinq stations supplémentaires. La nouvelle ligne ainsi créée, d'Arenc à Castellane et qui emprunte pour partie le même trajet que la ligne 2, est entrée en service le 30 mai 2015. Cette nouvelle ligne se veut une première étape dans la réalisation d'une ligne nord-sud connectant le pôle d'échange de Capitaine Gèze à la Gaye en 2025 puis à terme la résidence de la Castellane à celle de la Rouvière d'ici 2029.

## Réseau actuel

### Aperçu général
Le réseau actuel compte trois lignes en fonctionnement.
| Ligne                                       | Caractéristiques | Caractéristiques             | Caractéristiques             | Caractéristiques             | Caractéristiques             | Caractéristiques                              | Caractéristiques                         | Caractéristiques             | Caractéristiques             |
| Accessible aux personnes à mobilité réduite | Noailles ⥋ Les Caillols | Noailles ⥋ Les Caillols      | Noailles ⥋ Les Caillols      | Noailles ⥋ Les Caillols      | Noailles ⥋ Les Caillols      | Noailles ⥋ Les Caillols                       | Noailles ⥋ Les Caillols                  | Noailles ⥋ Les Caillols      | Noailles ⥋ Les Caillols      |
| ------------------------------------------- | --- | ---------------------------- | ---------------------------- | ---------------------------- | ---------------------------- | --------------------------------------------- | ---------------------------------------- | ---------------------------- | ---------------------------- |
| Accessible aux personnes à mobilité réduite | Ouverture / Fermeture 30 juin 2007 / — | Longueur 5,4 km              | Durée 20 min                 | Nb. d’arrêts 14              | Matériel Flexity Outlook     | Jours de fonctionnement L, Ma, Me, J, V, S, D | Jour / Soir / Nuit / Fêtes O / O / O / O | Voy. / an —                  | Dépôt Saint-Pierre           |
| Accessible aux personnes à mobilité réduite | Desserte : - Arrondissements : 1er, 4e, 5e, 11e et 12e - Stations desservies : Eugène Pierre, Camas, George, Jean Martin, Blancarde, Sainte-Thérèse, Saint-Pierre, La Parette, La Boiseraie, Air-Bel, La Grognarde, William Booth                                                                                           |                              |                              |                              |                              |                                               |                                          |                              |                              |
| Accessible aux personnes à mobilité réduite | Autre : - Amplitudes horaires : La ligne T1 fonctionne de 4 h 46 à 1 h 3. Fréquences de 6 à 7 minutes du lundi au vendredi de 7 h 30 à 19 h 30, 7 à 8 minutes le samedi de 7 h 30 à 18 h 30 et 15 minutes le dimanche de 7 h 30 à 21 h. - Particularités : Peut faire départ ou terminus à Saint-Pierre à certaines heures. |                              |                              |                              |                              |                                               |                                          |                              |                              |
| Accessible aux personnes à mobilité réduite | Dernière actualisation : — |                              |                              |                              |                              |                                               |                                          |                              |                              |
| Accessible aux personnes à mobilité réduite | Arenc-Le Silo ⥋ La Blancarde | Arenc-Le Silo ⥋ La Blancarde | Arenc-Le Silo ⥋ La Blancarde | Arenc-Le Silo ⥋ La Blancarde | Arenc-Le Silo ⥋ La Blancarde | Arenc-Le Silo ⥋ La Blancarde                  | Arenc-Le Silo ⥋ La Blancarde             | Arenc-Le Silo ⥋ La Blancarde | Arenc-Le Silo ⥋ La Blancarde |
| Accessible aux personnes à mobilité réduite | Ouverture / Fermeture 30 juin 2007 / — | Longueur 6,5 km              | Durée 20 min                 | Nb. d’arrêts 15              | Matériel Flexity Outlook     | Jours de fonctionnement L, Ma, Me, J, V, S, D | Jour / Soir / Nuit / Fêtes O / O / O / O | Voy. / an —                  | Dépôt Saint-Pierre           |
| Accessible aux personnes à mobilité réduite | Desserte : - Arrondissements : 1er, 2e et 4e - Stations desservies : Euroméditerranée-Gantès, Joliette, République-Dames, Sadi-Carnot, Belsunce-Alcazar, Canebière-Capucins, Canebière-Garibaldi, Réformés-Canebière, National, Longchamp, Cinq-Avenues, Foch-Sakakini, Foch-Boisson                                        |                              |                              |                              |                              |                                               |                                          |                              |                              |
| Accessible aux personnes à mobilité réduite | Autre : - Amplitudes horaires : La ligne T2 fonctionne de 4 h 50 à 0 h 23. Fréquences de 5 minutes du lundi au vendredi de 7 h 30 à 19 h 15, 7 minutes le samedi de 7 h 30 à 19 h et 15 minutes de 7 h 30 à 11 h puis 12 de 11 h à 19 h 30 le dimanche.                                                                     |                              |                              |                              |                              |                                               |                                          |                              |                              |
| Accessible aux personnes à mobilité réduite | Dernière actualisation : — |                              |                              |                              |                              |                                               |                                          |                              |                              |
| Accessible aux personnes à mobilité réduite | Arenc-Le Silo ⥋ Castellane | Arenc-Le Silo ⥋ Castellane   | Arenc-Le Silo ⥋ Castellane   | Arenc-Le Silo ⥋ Castellane   | Arenc-Le Silo ⥋ Castellane   | Arenc-Le Silo ⥋ Castellane                    | Arenc-Le Silo ⥋ Castellane               | Arenc-Le Silo ⥋ Castellane   | Arenc-Le Silo ⥋ Castellane   |
| Accessible aux personnes à mobilité réduite | Ouverture / Fermeture 30 mai 2015 / — | Longueur 3,6 km              | Durée 16 min                 | Nb. d’arrêts 11              | Matériel Flexity Outlook     | Jours de fonctionnement L, Ma, Me, J, V, S, D | Jour / Soir / Nuit / Fêtes O / O / O / O | Voy. / an —                  | Dépôt Saint-Pierre           |
| Accessible aux personnes à mobilité réduite | Desserte : - Arrondissements : 1er, 2e et 6e - Stations desservies : Euroméditerranée-Gantès, Joliette, République-Dames, Sadi-Carnot, Belsunce-Alcazar, Cours Saint-Louis, Rome-Davso, Place de Rome, Rome-Dragon |                              |                              |                              |                              |                                               |                                          |                              |                              |
| Accessible aux personnes à mobilité réduite | Autre : - Amplitudes horaires : La ligne T3 fonctionne de 5 h 20 à 0 h 17. Fréquences de 6 à 7 minutes du lundi au vendredi de 7 h 30 à 19 h, 7 minutes le samedi de 7 h 30 à 19 h et de 6 à 12 minutes le dimanche de 7 h 30 à 20 h 10.                                                                                    |                              |                              |                              |                              |                                               |                                          |                              |                              |
| Accessible aux personnes à mobilité réduite | Dernière actualisation : — |                              |                              |                              |                              |                                               |                                          |                              |                              |

### Fréquentation
De 2010 à 2023 la fréquentation annuelle du réseau de tramway s'élève aux nombres indiqués dans le tableau ci-dessous.
| Année                           | 2010 | 2011 | 2012 | 2013 | 2014 | 2015 | 2016 | 2017 | 2018 | 2019 | 2020 | 2021 | 2022 | 2023 |
| ------------------------------- | ---- | ---- | ---- | ---- | ---- | ---- | ---- | ---- | ---- | ---- | ---- | ---- | ---- | ---- |
| Nombre de voyages (en millions) | 14,2 | 15,6 | 16,8 | 17,0 | 17,6 | 21,5 | 23,3 | 23,5 | 24,9 | 24,5 | 14,4 | 16,6 | 18,9 | 20,4 |

En 2015, la fréquentation du réseau un jour ouvré de base (lundi à vendredi hors vacances scolaires) s’établissait à 100 000 voyages.

## Projets

Prolongements du tramway de Marseille selon le GIP du 14 mars 2024.

Les projets de développement du réseau de tramway sont plusieurs fois modifiés. Ainsi à l'origine, une ligne devait rejoindre la place du 4-Septembre mais ce projet est un temps abandonné. L'Agenda de la mobilité métropolitaine adopté en 2016 par la métropole d'Aix-Marseille-Provence envisage ce projet pour l'horizon 2025 et une étude en ce sens est lancée en juin 2017. La transformation de la ligne 3 en véritable axe nord-sud, déjà inscrite au plan de déplacements urbains (PDU) adopté en 2013, figure également à l'Agenda pour 2025 avec un prolongement au nord d'Arenc vers Gèze, Saint-André et la Castellane et au sud vers Sainte-Marguerite, la Gaye et la Rouvière. Des études sont déjà en cours concernant le prolongement sud.
À l'horizon 2035, l'Agenda de la mobilité métropolitaine envisage un prolongement du tramway entre le boulevard Longchamp et la Belle-de-Mai et l'extension de la ligne 1 vers La Valentine où elle pourrait être en correspondance avec le tramway d'Aubagne. En revanche, le tronçon envisagé par le PDU de 2013 entre la Blancarde et Sainte-Marguerite ne semble plus être à l'ordre du jour.
Une vidéo de présentation du projet de ligne nouvelle Provence Côte d'Azur (ou LNPCA), publiée par SNCF Réseau en juin 2019, mentionne un « projet de tramway » reliant le boulevard National à la Belle de Mai.
Le 2 septembre 2021, lors d'une visite pour présenter un plan de redressement de la ville de Marseille, le président de la République annonce le financement par l'État de 4 prolongements de tramway,. En novembre 2021, la métropole Aix-Marseille a précisé ses projets en termes de transport. Elle prévoit ainsi :
- Un prolongement de la ligne 3 au Sud, d'abord, vers la Gaye d'ici 2025 via l'avenue Cantini, le boulevard Schloesing, la rue Aubert et l'avenue Vitron[18] puis vers la Rouvière en 2028 passant par le chemin de la Colline St-Joseph.
- Un prolongement de la ligne 3 au Nord, dans un premier temps, vers Gèze d'ici 2025 via la rue d'Anthoine, l'avenue Salengro et la rue de Lyon[19] et, dans un deuxième temps, vers la Castellane d'ici 2028 passant par le chemin de la Madrague-ville, le chemin de St-Louis au Rove, l'avenue Roussin et le boulevard Barnier desservant notamment le Lycée Saint-Exupéry.
- Un détournement et un prolongement de la ligne 2 à la place du 4 septembre d'ici 2028 passant par le cours Pierre Puget, le boulevard de la Corderie et l'avenue de la Corse.
- Un tronçon entre la Blancarde et Ste Marguerite Dromel vers 2030 empruntant la voie ferrée existante[20].
- Un tronçon reliant National, Arenc le Silo et la Belle de Mai vers 2030 via le boulevard National et desservant notamment la gare Saint-Charles[21],[22],[23].

Le 9 novembre 2021, l'adjointe au maire chargée des mobilités précise lors d'une conférence de presse les priorités de la municipalité de Marseille en termes de transport. Elle y indique prioriser les prolongements vers les quartiers nord enclavés et les quartiers aux populations les plus précaires, en prévoyant la mise en service du tronçon vers la Belle de Mai depuis le boulevard National en 2026, puis son prolongement vers le théâtre du Merlan. En revanche, le tronçon devant aller vers la Place du 4-Septembre n'est plus une priorité pour la ville., Cependant les transports étant une compétence de la Métropole Aix-Marseille, seules les annonces de la métropole sont effectives.

Le 16 décembre 2021, le plan de mobilité 2020/2030 est approuvé par le conseil de la métropole. Il y est mentionné que le barreau Blancarde-Dromel "pourra en outre constituer l’amorce d’un tramway vers le second Prado et les Plages".
Le 26 septembre 2022, Martine Vassal, présidente de la Métropole d'Aix-Marseille-Provence annonce son souhait de prolonger le tramway sur la Corniche du Président-John-Fitzgerald-Kennedy afin de desservir les Plages du Prado depuis la Place Castellane, et à plus long terme, le Rond-point du Prado ou La Pointe-Rouge.

## Matériel roulant

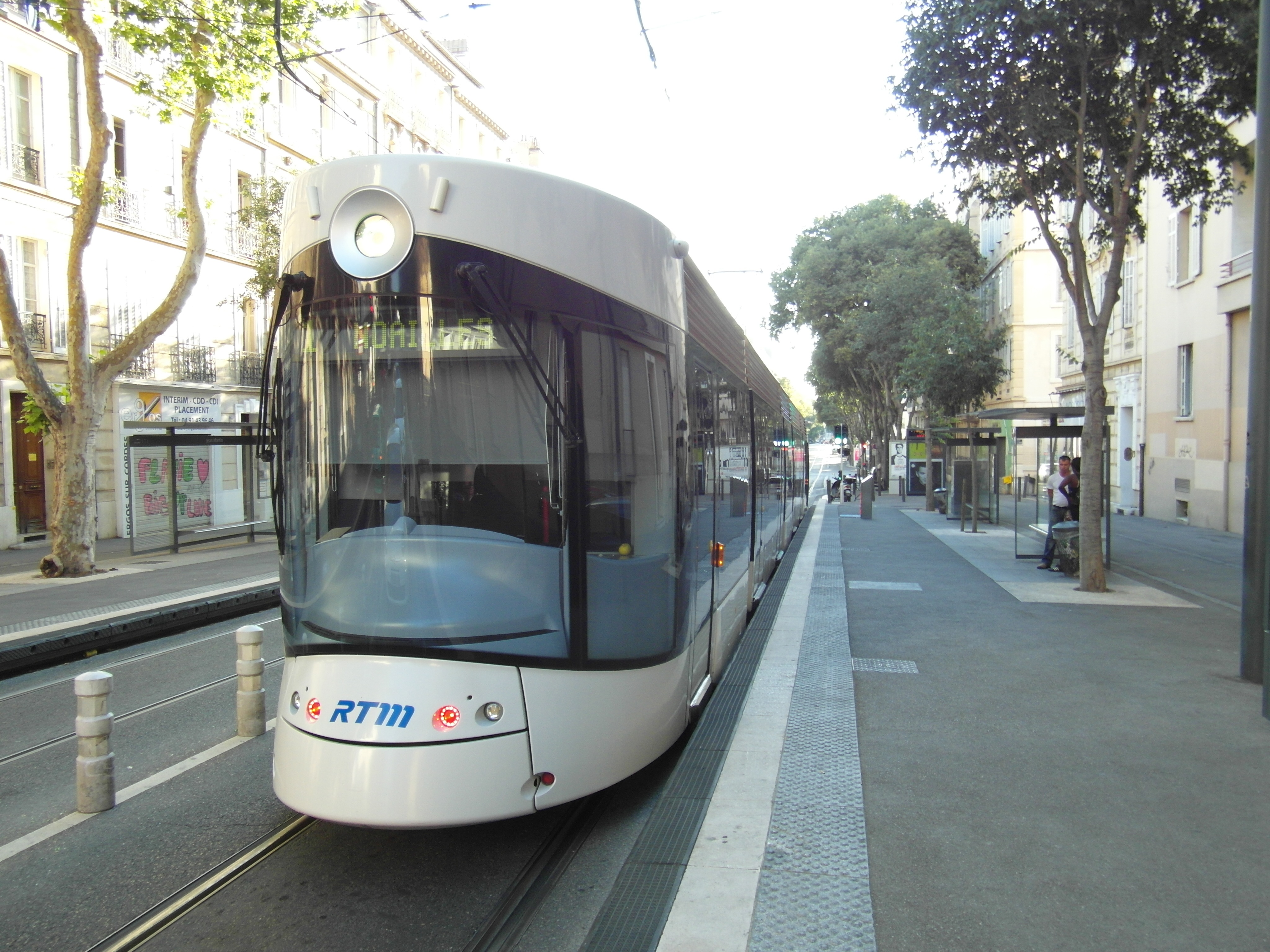
Tramway boulevard Chave.

### Flexity Outlook
Les rames en usage sont des Flexity Outlook de type C du constructeur Bombardier Transport, d'une masse à vide de 40 tonnes. Les 32,5 mètres sont décomposés en cinq modules larges de 2,4 mètres. En juillet 2007, vingt-six rames ont été livrées pour quarante nécessaires pour le réseau prévu en 2011. Leur capacité est de 200 voyageurs dont 44 assis. La vitesse maximale est de 70 km/h. Chaque rame a coûté 2,1 millions d'euros[réf. nécessaire].
L'aménagement est une création de l'agence MBD Design. Selon ses auteurs, l'extérieur rappelle la coque d'un navire, dont la proue est la cabine de conduite. Un cercle lumineux porte la couleur de la ligne desservie par la rame. À l'intérieur, le plancher, les parois et le plafond sont bleus, avec des sièges et des persiennes estivales en bois.
Fin 2011, la ville annonce l'allongement des rames à 42,5 mètres (par l'ajout de 2 modules) afin d'augmenter la capacité, ainsi que le réaménagement intérieur. Les modifications ont été faites en 2012. L'allongement et le réaménagement intérieur ont coûté près de 23 millions d'euros.
En parallèle, six rames supplémentaires ont été commandées auprès du constructeur en mai 2012 pour l'extension rue de Rome.

### CAF Urbos
Le constructeur CAF a été retenu lors du nouvel appel d'offres pour la livraison de 15 rames supplémentaires
L'arrivée de ces nouvelles rames Urbos 100X est prévue à partir de 2025 jusqu'à 2030 (3 rames par an), avec la livraison du futur Centre de Remisage et de Maintenance de Ste Marguerite

### Sources bibliographiques
- Les tramways de Marseille ont cent ans, Jacques Laupiès et Roland Martin, 1re édition en 1975;, nouvelle éd. revue et complétée :  (ISBN 2-903963-51-7).
- Marseille sur Rail, numéro spécial de Marseille, revue culturelle de la ville de Marseille, mars 2007
- Une troisième ligne pour les tramways marseillais, Philippe-Enrico ATTAL, Rail Passion n°212 Juin 2015, p18-20